# Neptun (Planet)
Der Neptun ist der achte und äußerste bekannte Planet unseres Sonnensystems. Er wurde 1846 aufgrund von Berechnungen aus Bahnstörungen des Uranus durch den französischen Mathematiker Urbain Le Verrier von dem deutschen Astronomen Johann Gottfried Galle entdeckt. Ungefähr zeitgleich mit Le Verrier berechnete auch der britische Astronom John Couch Adams die Umlaufbahn des Neptun, seine Berechnungen waren aber ungenauer. Neptun ist durchschnittlich 4,5 Milliarden Kilometer von der Sonne entfernt. Von der Erde aus hat er einen scheinbaren Durchmesser von ca. 2 Winkelsekunden. Mit einem Durchmesser von knapp 50.000 Kilometern hat Neptun fast den vierfachen Erddurchmesser und das rund 58-fache Erdvolumen. Nach Jupiter, Saturn und Uranus ist Neptun der viertgrößte Planet des Sonnensystems.
Zusammen mit Uranus bildet Neptun die Untergruppe der Eisriesen. Neptun dominiert durch seine Größe die Außenzone des Planetensystems, was sich zum Beispiel an der Umlaufzeit einiger „Transneptune“ wie Pluto und der Plutino-Gruppe zeigt, die etwa das 1,5-Fache der Umlaufzeit von Neptun beträgt (eine 3:2-Bahnresonanz). Von den 16 bekannten Monden Neptuns ist Triton mit 2700 Kilometern Durchmesser der mit Abstand größte.
Der Riesenplanet ist nach Neptun benannt, dem römischen Gott des Meeres und der Fließgewässer. Sein Zeichen ♆ ist ein stilisierter Dreizack, die Waffe des Meeresgottes. Bei der Suche nach Exoplaneten werden Objekte, die eine ähnliche Masse wie Neptun aufweisen, von Astronomen analog zu den extrasolaren „Jupiters“ oder „Hot Jupiters“ manchmal als Planet der „Neptun-Klasse“ oder als „Hot Neptune“ bezeichnet. Nach dem Planeten wurde das 1940 entdeckte chemische Element Neptunium benannt.
Als einziger Planet des Sonnensystems ist Neptun von der Erde aus nicht mit bloßem Auge erkennbar. Seine Opposition war 2023 am 19. September und verlagert sich jährlich um etwa zwei Tage nach hinten.

## Umlaufbahn und Rotation

### Umlaufbahn
Neptuns Umlaufbahn um die Sonne ist mit einer Exzentrizität von 0,00859 fast kreisförmig. Sein sonnennächster Punkt, das Perihel, liegt bei 29,709 AE und sein sonnenfernster Punkt, das Aphel, bei 30,385 AE. Er ist damit der äußerste Planet des Sonnensystems. Seine Bahnebene ist mit 1,7692° nur leicht gegen die Ekliptik (Bahnebene der Erde) geneigt. Für einen Umlauf um die Sonne benötigt Neptun etwa 165 Jahre.
Im äußeren Bereich des Sonnensystems beeinflusst Neptun aufgrund seiner relativ großen Masse die Bahnen vieler kleinerer Körper wie die der Plutinos und der Transneptune. Plutos Umlaufbahn ist so exzentrisch, dass er in seinem Perihel der Sonne näher kommt als Neptun. Aus der Perspektive des Nordpols der Ekliptik – senkrecht zur Ekliptikebene – scheinen sich daher ihre Bahnen zu schneiden. Allerdings ist die Umlaufbahn von Pluto um mehr als 17,1° zur Ebene der Ekliptik geneigt. Zum Zeitpunkt der Nähe Plutos zur Sonne befindet sich Pluto fast an seinem nördlichsten Punkt über der Ekliptikebene und schneidet daher nicht die Bahn Neptuns. Zusätzlich zwingt Neptun Pluto eine 3:2-Bahnresonanz auf. Während Neptun drei Sonnenumläufe vollführt, umrundet Pluto nur zweimal die Sonne. Die Bahnen sind so synchronisiert, dass Neptun bei der scheinbaren Kreuzung der Umlaufbahn Plutos immer weit von ihm entfernt ist. Vom 7. Februar 1979 bis zum 11. Februar 1999 war Pluto der Sonne näher als Neptun.
Am 12. Juli 2011 war Neptun an jenen Punkt seiner Bahn zurückgekehrt, an dem er sich bei seiner Entdeckung am 23. September 1846 befand.

### Rotation
Mit einer Rotationsperiode von 15 Stunden, 57 Minuten und 59 Sekunden rotiert Neptun wie die anderen drei Riesenplaneten sehr rasch. Die Folge dieser schnellen Rotation ist eine Abplattung von 1,7 %. Somit ist der Durchmesser an den Polen etwa 1000 km geringer als am Äquator. Die Neigung des Äquators gegenüber seiner Bahnebene beträgt 28,32°. Die Schrägstellung seiner Rotationsachse ist damit etwas größer als die der Erde.

## Physikalische Eigenschaften
Neptun gehört mit einem Durchmesser von knapp 50.000 km zu den Riesenplaneten. Mit einer Dichte von 1,64 g/cm³ ist er der kompakteste Riesenplanet. Auch wenn Neptun etwas kleiner ist als Uranus, ist Neptun mit der 17-fachen Erdmasse massereicher. Jupiter hat mehr als die 18-fache Masse Neptuns. Die äquatoriale Fallbeschleunigung am Nullniveau beträgt 11,15 m/s² (1,14 g) und ist unter den Planeten des Sonnensystems nur bei Jupiter größer (23,1 m/s², 2,36 g).

### Aufbau

Der innere Aufbau Neptuns:
① obere Atmosphäre, oberste Wolkenschicht
② Atmosphäre (Wasserstoff, Helium, Methangas)
③ Mantel (Wasser, Ammoniak, Methaneis)
④ Kern (Fels, Eis)

Neptun ist ein Eisriese. Der Begriff kann leicht missverstanden werden: der Großteil des Materials in Eisriesen ist nicht kalt und liegt nicht in gefrorener Form vor, sondern in Form eines heißen überkritischen Fluids. Dies ist ein Aggregatzustand, der unter hohem Druck und hoher Temperatur Eigenschaften von Gasen und Flüssigkeiten vereint.
Der Schichtaufbau des Planeten ist bisher noch relativ unsicher. Die Grenzen zwischen den Schichten könnten diffus sein und es könnte weitere, bisher noch nicht bekannte Schichten geben.
Vergleicht man die Rotationsgeschwindigkeit mit dem Faktor der Abplattung, zeigt sich, dass die Masse im Inneren Neptuns gleichmäßiger als beim Uranus verteilt ist. Bei Uranus wird die Masse Richtung Zentrum viel dichter als bei Neptun.

#### Obere Atmosphäre

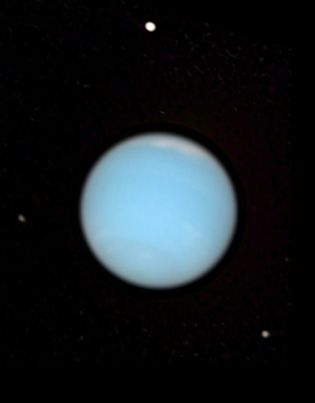
HST-Aufnahme von Neptun mit drei Monden

Die oberen Schichten bestehen hauptsächlich aus Wasserstoff (80 ± 3,2 Vol-%) und Helium (19 ± 3,2 Vol-%), etwas Methan (1,5 ± 0,5 Vol-%), deuteriertem Wasserstoff HD (192 Vol-ppm) und Spuren von Ethan (1,5 Vol-ppm). Neptuns blaue Farbe wird wie bei Uranus durch das Methan verursacht, das rotes Licht absorbiert. Markante Absorptionsbanden von Methan treten im roten und infraroten Teil des Spektrums bei Wellenlängen über 600 nm auf. Auf den Aufnahmen der Raumsonde Voyager 2 erschien seine blaue Farbe viel kräftiger als die des blaugrünen Uranus, dessen Atmosphäre ähnlich aufgebaut ist, was einen weiteren Bestandteil der Atmosphäre vermuten ließ. Spektrographische Analysen teleskopischer Aufnahmen ergaben jedoch 2023, dass dieser Farbunterschied größtenteils ein Artefakt der Bildbearbeitung war.
Da Neptun die Sonne in großem Abstand umläuft, empfängt er von ihr nur wenig Wärme. Seine Temperatur beträgt in der Tiefe, bei der ein Druck von 0,1 bar herrscht, etwa −218 °C (55 Kelvin) und bei 1 bar −201 °C (72 Kelvin).
In der oberen Atmosphäre, wo die Temperaturen niedrig sind, werden Wolken beobachtet. Die obersten Wolken liegen in Druckzonen unter 1 bar und bestehen aus gefrorenem Methan. Man nimmt an, dass es darunter auch Wolken aus gefrorenem Ammoniak, Schwefelwasserstoff, Ammoniumhydrogensulfid und aus Wassereis gibt.
Neptun hat durch die Schrägstellung der Achse leichte jahreszeitliche Temperaturschwankungen. Momentan ist am Südpol Sommer. Dieser ist schon seit über 40 Jahren (dem Viertel eines Neptunjahres) der Sonne ausgesetzt, das nächste Äquinoktium ist 2038. Trotz des großen Abstandes zur Sonne reicht die empfangene Energie, diese Gebiete bis zu 10 Kelvin wärmer werden zu lassen als die restlichen Regionen Neptuns. Gegenüber dem enormen Anstieg der Temperatur mit zunehmender Tiefe auf Tausende von Kelvin sind 10 Kelvin allerdings kaum bedeutend.

#### Tiefere Atmosphäre
Neptuns Atmosphäre reicht bis in eine Tiefe von etwa 10 bis 20 Prozent seines Radius und enthält etwa 5 bis 10 Prozent seiner Masse. Neptun hat jedoch – wie auch Jupiter, Saturn und Uranus – keine nach unten klar begrenzte Atmosphäre. Das Gas überschreitet mit zunehmender Tiefe den kritischen Druck oberhalb der kritischen Temperatur. Daher gibt es keinen Phasenübergang in den flüssigen Aggregatzustand, sodass es keine fest definierte Oberfläche des Planeten gibt.
Mit zunehmender Tiefe steigt in der Atmosphäre der Druck auf bis zu 10 Gigapascal, also das 100.000-fache des irdischen Luftdrucks, die Temperatur steigt auf etwa 2000 Kelvin an und der Anteil von Methan und Ammoniak nimmt zu.
In einer Tiefe von 7000 Kilometern können die Bedingungen so sein, dass Methan in Diamantkristalle zerfällt, die in Richtung Planetenkern sinken. Wissenschaftler glauben auch, dass diese Art von Diamantregen auch auf Jupiter, Saturn und Uranus auftritt.

#### Mantel
Unter der Atmosphäre liegt eine als Mantel, manchmal auch als Wasser-Ammoniak-Ozean bezeichnete Schicht. 
Höchstdruckexperimente am Lawrence Livermore National Laboratory deuten darauf hin, dass die Oberfläche des Mantels ein Ozean aus flüssigem Kohlenstoff mit schwimmenden festen „Diamanten“ sein könnte.
Der Mantel ist eine mehrere Tausend Kelvin heiße Mischung aus Fels, Wasser, Ammoniak und Methan, und liegt als elektrisch hoch leitfähiges superkritisches Fluid vor. Seine Masse ist das etwa 10- bis 15-fache der Erdmasse. Mit zunehmender Tiefe steigt im Mantel der Druck auf rund 500 bis 600 Gigapascal und die Temperatur auf mehr als 5000 Kelvin an.

#### Kern
Es wird angenommen, dass sich im Zentrum ein fester Kern von etwa 1- bis 1 ½-facher Erdmasse befindet. Er besteht wahrscheinlich aus Eisen, Nickel und Silikaten. Der Druck im Zentrum beträgt etwa 700 Gigapascal und die Temperatur etwa 5.400 Kelvin.

#### Innere Wärmequelle
Neptun hat ebenso wie Jupiter und Saturn eine innere Wärmequelle. Er strahlt etwa das 2,7-fache der Energie, die er von der Sonnenstrahlung absorbiert, ab.
Ein Grund dafür könnten radioaktive Prozesse sein, die den Planetenkern aufheizen. Eine weitere Möglichkeit wäre die Abstrahlung der noch vorhandenen Hitze, die während der Entstehung durch einfallende Materie des Planeten gebildet wurde. Es könnte auch das Brechen von Schwerewellen über der Tropopause die Ursache dieser Wärmeabgabe sein.

### Wetter

#### Jahreszeiten

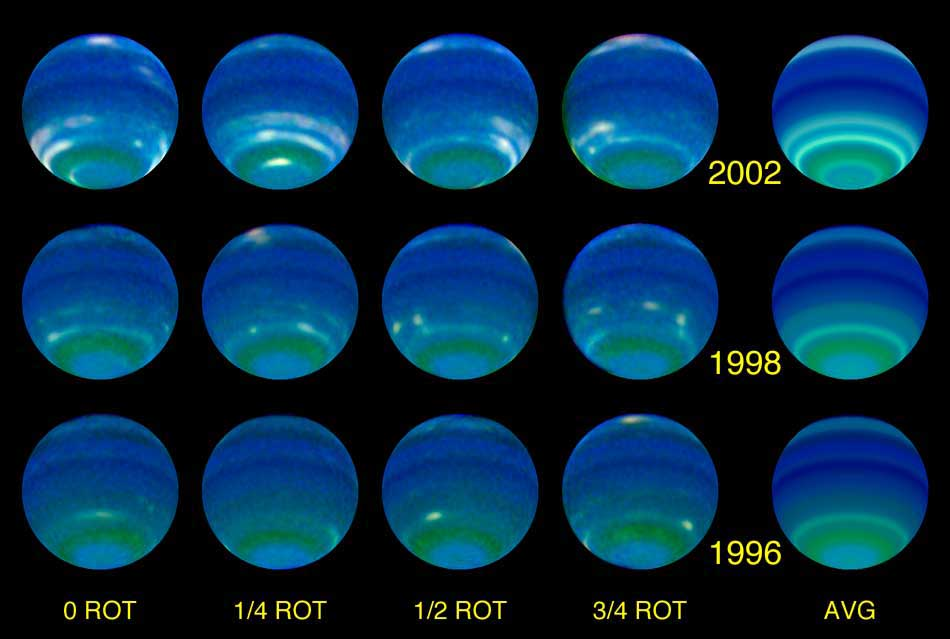
Helligkeitsänderungen Neptuns zwischen 1996 und 2002 (Aufnahmen des Hubble-Teleskops)

Wissenschaftler der University of Wisconsin–Madison und des Jet Propulsion Laboratory der NASA untersuchten in den Jahren 1996, 1998 und 2002 jeweils eine volle Umdrehung des Neptun. Dabei bemerkten sie in der südlichen Hemisphäre eine zunehmende Helligkeit und eine höhere Wolkendichte, während nahe dem Äquator kaum Veränderungen stattzufinden schienen. Damit bestätigten sie die Berichte des Lowell-Observatoriums aus dem Jahre 1980, von dem aus das Phänomen zum ersten Mal beobachtet wurde. Genau wie auf der Erde sorgt während eines Neptunjahres die Achsenneigung des Neptuns für eine Veränderung in der Sonneneinstrahlung und führt somit zu Jahreszeiten. Sie dauern jedoch im Gegensatz zur Erde mehr als 40 Jahre.

#### Meteorologie
Ein Unterschied zwischen Neptun und Uranus ist das Ausmaß der meteorologischen Aktivität. Als die Raumsonde Voyager 2 1986 an Uranus vorbeiflog, war dieser Planet praktisch strukturlos, während Neptun 1989 beim Anflug von Voyager 2 bemerkenswerte Wetterphänomene zeigte. Lange helle Wolken, die den Cirruswolken der Erde ähnelten, wurden hoch in Neptuns Atmosphäre ausgemacht. Durch die schnelle Rotation haben seine hohen Wolkenschichten ebenfalls eine streifenartige Struktur.
Man könnte erwarten, dass mit steigender Entfernung zur Sonne immer weniger Energie vorhanden wäre, um Winde anzutreiben. Auf Jupiter entstehen Winde mit bis zu mehreren hundert km/h. Neptun nimmt jedoch pro Flächeneinheit nur drei Prozent der Sonnenenergie des Jupiters oder ein Tausendstel der Sonneneinstrahlung der Erde auf. Trotzdem entdeckten die Wissenschaftler auf Neptun statt langsamerer Winde dynamische Stürme mit über 1600 km/h (Spitzenwerte bis zu 2100 km/h). Die höchste jemals gemessene Windgeschwindigkeit des Sonnensystems wurde somit in Neptuns Atmosphäre erreicht. Da den Neptun relativ wenig solare Energie erreicht, wird vermutet, dass einmal in Gang gekommene Winde kaum abgebremst werden. Bei ausreichend vorhandener Energie müssten Turbulenzen entstehen, die den Winden Widerstand entgegenstellen (wie es bei Jupiter der Fall ist). Das scheint bei Neptun nicht zu geschehen, wodurch extrem hohe Geschwindigkeiten zu beobachten sind. Einer anderen Theorie zufolge treiben innere Wärmequellen die Winde an.
Es sieht aus, als ob sich Neptuns Atmosphäre sehr schnell verändert. Schon geringe Temperaturunterschiede zwischen der oberen frostigen Wolkenobergrenze und der unteren Wolkenschicht, verstärkt durch Neptuns starke innere Wärmequelle, könnten für die Instabilitäten in der Atmosphäre verantwortlich sein. In Neptuns kalter Atmosphäre mit Temperaturen von −218 °C (55 K) setzen sich die Cirruswolken aus gefrorenem Methan und weniger aus Wassereiskristallen (wie auf der Erde) zusammen.

#### Zyklone

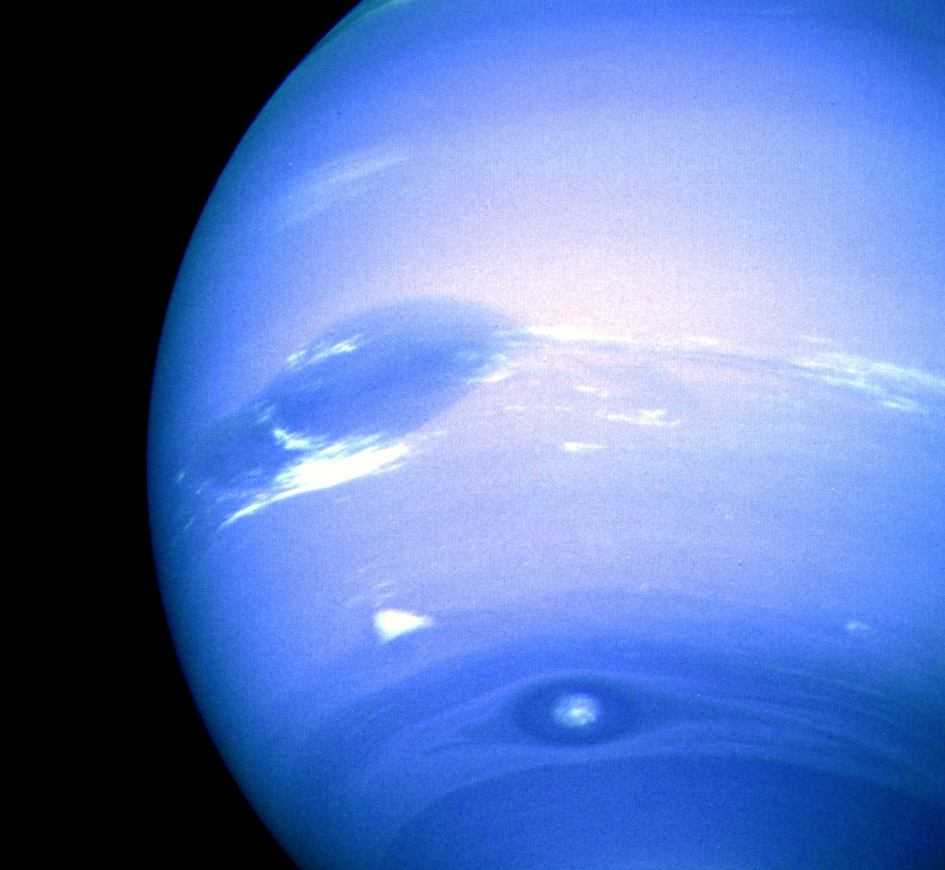
Stürme in der Neptun-Atmosphäre (1989):
● Great Dark Spot (oben)
● Scooter (mittlere weiße Wolke)
● Small Dark Spot (unten)

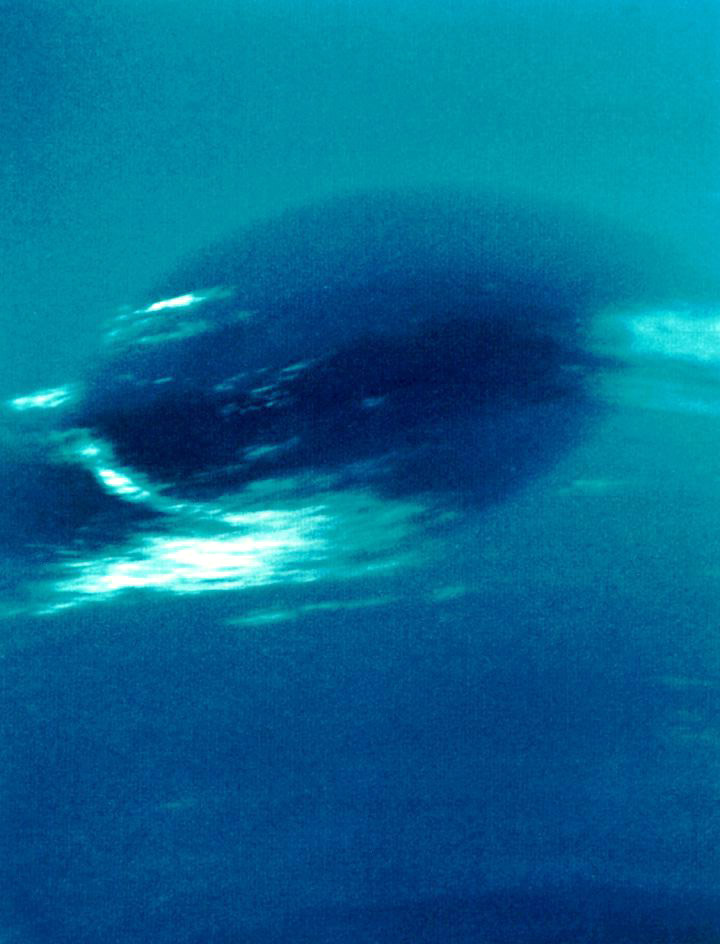
Der „Great Dark Spot“ (von Voyager 2 aus gesehen)

1989 wurde durch Voyager 2 in der südlichen Hemisphäre Neptuns der sogenannte „Great Dark Spot“ („Großer Dunkler Fleck“) entdeckt. Dieses Zyklonsystem, das dem „Kleinen Roten Fleck“ und „Großen Roten Fleck“ des Jupiters ähnelt und ein Hochdruckgebiet darstellt, erstreckte sich über ein Gebiet der Größe Eurasiens. Ursprünglich dachte man, das Gebilde sei selbst eine Wolke. Später einigte man sich auf ein Loch in der sichtbaren Wolkendecke. Der „Great Dark Spot“ (GDS) befand sich auf 22° südlicher Breite und umrundete Neptun in 18,3 Stunden. Die Form des Systems legt nahe, dass das Sturmsystem gegen den Uhrzeigersinn rotiert. Die hellen Wolken östlich und südlich des GDSs änderten ihr Aussehen innerhalb weniger Stunden. Der GDS wurde jedoch am 2. November 1994 vom Hubble-Weltraumteleskop nicht mehr wiedergefunden. Der Grund für das Verschwinden des GDS ist unbekannt. Einer Theorie nach könnte die vom Planetenkern stammende Hitze das Gleichgewicht der Atmosphäre gestört und existierende, umlaufende Strukturen zerrissen haben. Er könnte sich auch einfach aufgelöst haben oder von anderen Teilen der Atmosphäre verdeckt worden sein. Stattdessen wurde ein neuer Sturm, der dem GDS ähnelt, in der nördlichen Hemisphäre entdeckt.
Der „Small Dark Spot“ (D2) ist ein südlicher Zyklonsturm, der im Uhrzeigersinn rotiert. Er war der zweitstärkste Sturm während der Begegnung 1989. Anfangs war er völlig dunkel. Als sich aber Voyager 2 dem Planeten annäherte, entwickelte sich ein heller Kern, der in den meisten hoch auflösenden Bildern zu sehen ist.

#### Scooter
Der „Scooter“ ist ein anderer Sturm, der 1989 in den Monaten vor der Ankunft von Voyager 2 bei Neptun entdeckt wurde. Er bildet weiße Wolkengruppen südlich des GDSs und bewegt sich in 16 Stunden einmal um Neptun und ist damit viel schneller, als sich der GDS bewegte. Das Gebilde könnte eine Rauchfahne sein, die aus unteren Schichten aufsteigt. Nachfolgende Bilder zeigten Wolken, die sich noch schneller als der „Scooter“ bewegten.

### Magnetfeld
Neptun und auch Uranus besitzen nur eine dünne Schicht leitenden, metallischen Materials und erzeugen deshalb kein Dipol-, sondern ein Quadrupolfeld mit zwei Nord- und zwei Südpolen. Das Magnetfeld ist gegenüber der Rotationsachse mit 47° stark geneigt. Die Feldstärke am Äquator beträgt etwa 1,4 μT und beträgt damit etwa 1⁄300 des äquatorialen Feldes Jupiters (420 μT) und 1⁄20 des äquatorialen Erdfeldes (30 μT). Das magnetische Dipolmoment, das ein Maß für die Stärke des Magnetfeldes bei vorgegebenem Abstand vom Zentrum des Planeten darstellt, ist mit 2,2 · 1017 T·m3 28-mal stärker als das Magnetfeld der Erde (7,9 · 1015 T·m3).
Der Mittelpunkt des Magnetfeldes ist um etwa 13.500 km vom Mittelpunkt des Planeten verschoben, so dass es wahrscheinlich ist, dass das Magnetfeld in höheren Schichten als bei Erde, Jupiter oder Saturn entsteht. Die Ursache der Ausrichtung des Feldes könnte in den Fließbewegungen im Inneren des Planeten bestehen. Möglicherweise befindet es sich in einer Phase der Umpolung. An den magnetischen Polen wurden von Voyager 2 auch schwache komplexe Polarlichter entdeckt.

## Ringsystem

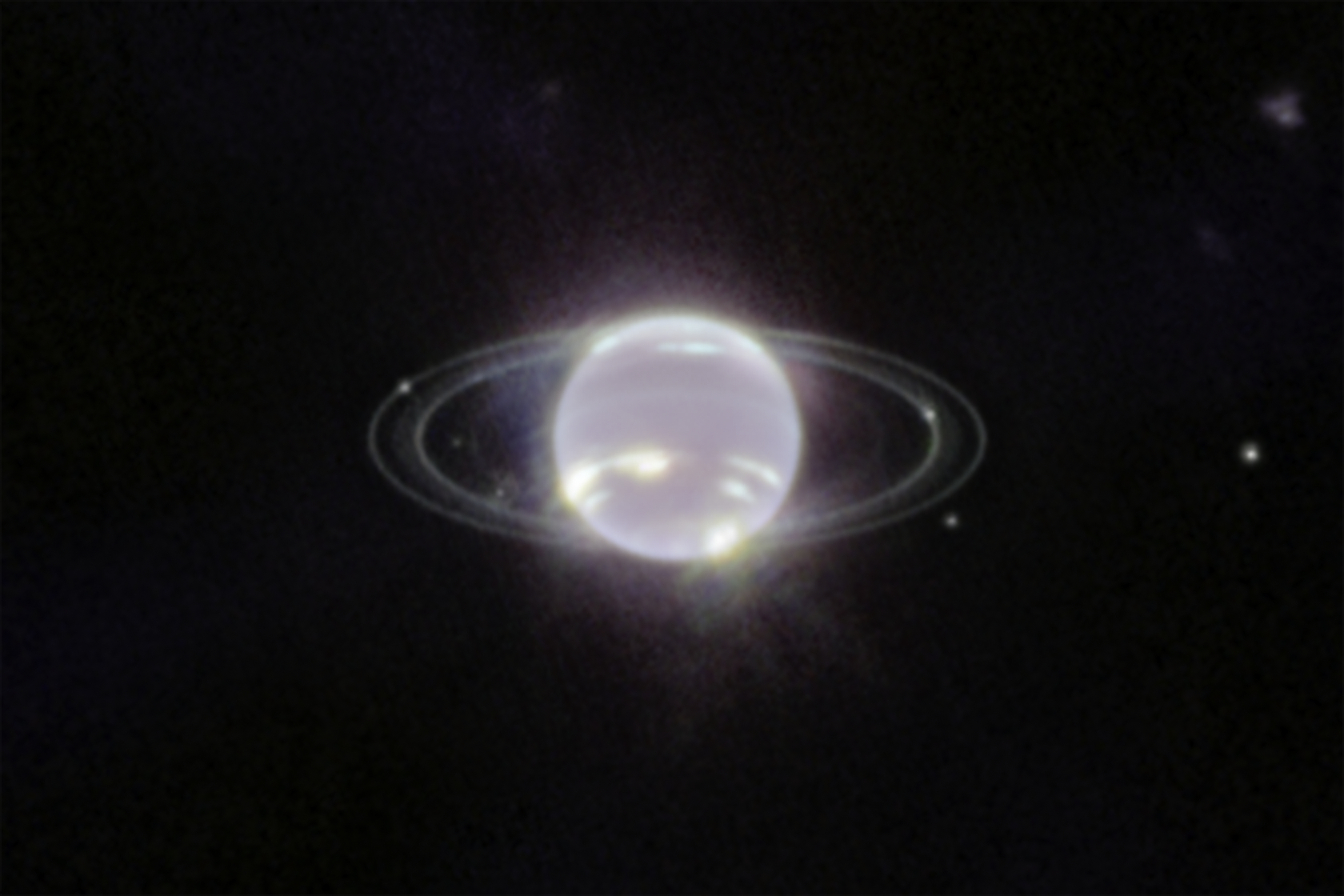
Neptun im Nahinfrarot mit Ringen und einzelnen Monden, aufgenommen durch das JWST 2022

Neptun hat ein sehr feines, azurfarbenes Ringsystem, das aus mehreren ausgeprägten Ringen und den ungewöhnlichen Ringbögen im äußeren Adams-Ring besteht. Die Ringe sind, wie auch die Ringe von Uranus und Jupiter, ungewöhnlich dunkel und enthalten einen hohen Anteil mikroskopischen Staubes, der aus Einschlägen winziger Meteoriten auf Neptuns Monden stammen könnte.
Als die Ringe in den 1980er Jahren durch ein Team von Edward Guinan mittels Sternverdunkelungen entdeckt wurden, wurde vermutet, sie seien nicht komplett. Die Beobachtungen von Voyager 2 widerlegten diese Annahme. Die Ursache für diese Erscheinung sind helle Klumpen im Ringsystem. Der Grund der „klumpigen“ Struktur ist bisher noch ungeklärt.
Die Gravitationswechselwirkung mit kleinen Monden in der Ringumgebung könnte zu dieser Ansammlung beitragen.
Die Ringe wurden nach Astronomen benannt, die bedeutende Beiträge zur Erforschung Neptuns lieferten.
Die vier Monde Naiad, Thalassa, Despina und Galatea umlaufen Neptun innerhalb der Ringregion.
| Name          | Umlaufradius km | Breite km | Optische Tiefe ‰ | Staub- anteil | benannt nach      |
| ------------- | --------------- | --------- | ---------------- | ------------- | ----------------- |
| Galle         | 041.900         | 02000     | 00,08            | 40…5 %        | Johann Galle      |
| ungewiss      | ≲50.000         | breit     |                  |               |                   |
| LeVerrier     | 053.200         | 00110     | 02               | 40…80 %       | Urbain Le Verrier |
| Lassell       | 053.200…57.200  | 04000     | 00,15            | 13…45 %       | William Lassell   |
| Arago         | 057.200         | <0100     |                  |               | François Arago    |
| nicht benannt | 061.950         | schmal    |                  |               |                   |
| Adams         | 062.933         | 00050     | 04,5             | 17…55 %       | John Couch Adams  |

| Name                                                                       | Breite (km) | Relativer Längengrad | Relativer Längengrad | Länge | Länge | Stärke  | Stärke  | Anmerkungen               |
| Name                                                                       | 1989        | 1989                 | 2003                 | 1989  | 2003  | 1989    | 2003    | Anmerkungen               |
| -------------------------------------------------------------------------- | ----------- | -------------------- | -------------------- | ----- | ----- | ------- | ------- | ------------------------- |
| Liberté                                                                    | 15          | ≈26°                 | ≈25°                 | 04°   | ≈4°   | stark   | schwach | vorauslaufender Ringbogen |
| Égalité                                                                    | 15          | ≈11°                 | ≈13°                 | ≈5°   | ≈8°   | stark   | stark   | äquidistanter Ringbogen   |
| Fraternité                                                                 | 15          | ≈00°                 | ≈00°                 | 10°   | ≈8°   | stark   | stark   | nachfolgender Ringbogen   |
| Courage                                                                    | 15          | ≈33°                 | ≈41°                 | ≈2°   | ≈4°   | schwach | schwach |                           |
| Alle Ringbögen haben optische Tiefen von 0,12 und Staubanteile von 40…80 % |             |                      |                      |       |       |         |         |                           |

### Innere Ringe

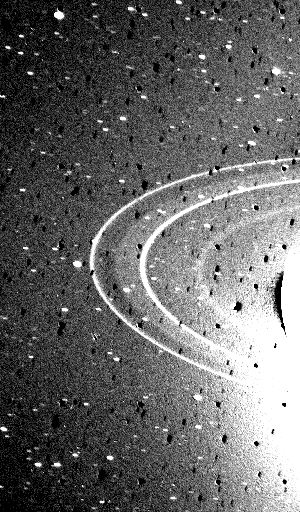
Neptuns Ringsystem (von Voyager 2)

Das innere Ringsystem besteht von außen nach innen aus folgenden Ringstrukturen:
- Ein unbenannter, undeutlicher, klumpiger Ring aus Staub in der Umlaufbahn von Galatea.
- Der breite Lassell-Ring (1989 N4R) ist ein matter Bogen, der sich mit einem Radius von 59.200 km 4000 km Richtung Neptun erstreckt. Er ist staubig, aber nicht in dem Ausmaß der anderen Ringe und ist eher mit dem zusammenhängenden Teil des Adams-Rings vergleichbar. Es gibt eine hellere Erweiterung an der äußeren Kante, die Arago-Ring genannt wird (1989 N5R). Die Innenkante des Lassel-Rings grenzt an den LeVerrier-Ring.[36][40]
- Der schmale LeVerrier-Ring (1989 N2R) ist der zweitauffälligste der Neptunringe und liegt mit einem Abstand von 700 km gerade noch außerhalb des Orbits des Mondes Despina.
- Der innerste Galle-Ring (1989 N3R) ist matt und nicht voll verstanden. Er liegt deutlich innerhalb der Bahn des innersten Neptunmondes Naiad.

LeVerrier- und Galle-Ring sind ebenso wie die Ringbögen sehr staubhaltig. Kleine Schäfermonde bei den schmaleren Ringen verhindern, dass die Ringe auseinandertreiben und damit diffuser werden.
Die Bilder von Voyager 2 deuten noch eine breite Scheibe diffusen Materials an. Sie scheint sich innerhalb des Radius von 50.000 km des Galle-Rings zu erstrecken. Diese Scheibe ist wegen Neptuns Glanz nicht leicht zu erkennen, weswegen ihre Existenz als nicht sicher gilt.

### Der Adams-Ring und die Ringbögen

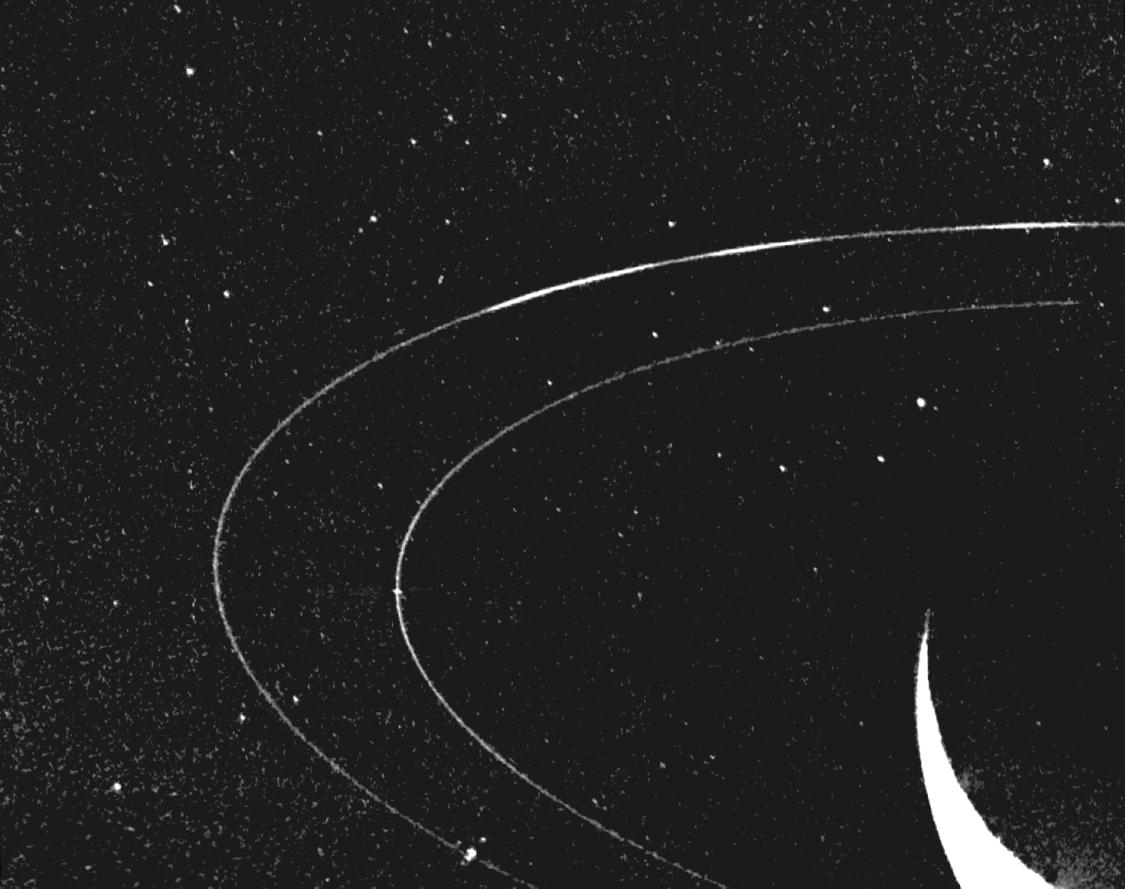
Der Adams-Ring und der Leverrier-Ring. Im Adams-Ring treten von außen nach innen die Ringbögen Egalité, Fraternité und Liberté hervor. (Voyager 2, Aug. 1989)

Der auffälligste Ring ist der schmale äußere Adams-Ring, obwohl er verglichen mit den Ringen des Saturns und des Uranus immer noch sehr schwach erscheint. Seine ursprüngliche Bezeichnung war 1989 N1R. Als Besonderheit beinhaltet er mehrere längliche Bogenabschnitte, die jeweils 4 bis 10° der Gesamtlänge des Ringes umspannen.
Diese Ringbögen sind viel heller und undurchsichtiger als der Rest des Ringes und weisen eine entfernte Ähnlichkeit mit dem G-Ring des Saturns auf. Die Existenz der Ringbögen ist physikalisch nur schwierig zu erklären. Aufgrund der Bewegungsgesetze muss erwartet werden, dass sich die Bogensegmente innerhalb kurzer Zeit zu vollständigen Ringen verteilen. Der Adams-Ring hat 42 radiale Verschlingungen mit einer Amplitude von etwa 30 km. Diese Strukturen und die Begrenzung der Ringbögen werden vermutlich durch den gravitativen Einfluss des Mondes Galatea, der nur 1000 km innerhalb des Ringes rotiert, verursacht. Der Wert der Amplitude wurde verwendet, um Galateas Masse zu bestimmen.
Die drei Hauptbögen werden Liberté, Égalité und Fraternité (Freiheit, Gleichheit und Brüderlichkeit nach dem Motto der Französischen Revolution) genannt. Diese Bezeichnung wurde von den ursprünglichen Entdeckern, die sie während der Sternbedeckungen 1984 und 1985 entdeckten, vorgeschlagen. Alle Ringbögen sind nahe beisammen und umspannen gemeinsam eine Länge von unter 40°.
Die höchstauflösenden Bilder von Voyager 2 enthüllten eine ausgesprochen klumpige Struktur in den Bögen. Der typische Abstand zwischen sichtbaren Klumpen beträgt 0,1° bis 0,2°. Dies entspricht 100 bis 200 km entlang des Ringes. Da die Brocken nicht aufgelöst wurden, ist nicht bekannt, ob sie größere Teile enthalten. Sie enthalten jedoch Konzentrationen von mikroskopischem Staub, was durch ihre erhöhte Helligkeit, wenn sie von der Sonne hinterleuchtet werden, belegt wird.
Wie bei allen Ringen Neptuns ist der feine Staub ein wichtiger Bestandteil. Während schon im zusammenhängenden Hintergrundring viel Staub vorhanden ist, spielt er für die Ringbögen eine noch größere Rolle. Dort ist er für den Großteil des gestreuten Lichtes verantwortlich. Dies steht zum Beispiel in Kontrast zu den Hauptringen Saturns, dessen Hauptring weniger als ein Prozent Staub enthält. Der „Adams“-Ring hat eine intensive rote Farbe und der diffuse Hintergrundring variiert entlang der Länge in seiner Helligkeit. Der Ring ist auf der gegenüberliegenden Seite etwa 50 % dunkler.

### Dynamik der Ringbögen
Mit Betriebsbeginn des Hubble-Teleskops und erdgebundener Teleskope mit adaptiver Optik wurden die Ringbögen beginnend mit 1998 wieder mehrere Male beobachtet.
Man bemerkte, dass die Ringbögen überraschend dynamisch waren und sich über einige Jahre beträchtlich veränderten. Fraternité und Égalité haben ihre Materie getauscht und ihre Längen merkbar geändert. Im Jahr 2005 veröffentlichte erdgebundene Untersuchungen zeigen, dass Neptuns Ringe deutlich instabiler sind, als bisher angenommen. Insbesondere der Liberté-Ringbogen ermattet und könnte in weniger als einem Jahrhundert verschwunden sein. Seine Helligkeit betrug 2003 nur mehr 30 % seiner ursprünglichen Helligkeit von 1989 und ist in den Bildern des Hubble-Weltraumteleskops vom Juni 2005 kaum noch zu sehen.
In der Zwischenzeit scheint der Bogen ein gespaltenes, zweifach gekrümmtes Profil bekommen zu haben und wanderte mehrere Bogengrade näher zum stabileren Égalité. Beim Courage-Ringbogen, der während des Vorbeifluges von Voyager 2 sehr matt wirkte, wurde 1998 eine Aufhellung beobachtet. In letzter Zeit war er wieder so dunkel wie bei seiner Entdeckung und hat sich um zusätzliche 8° gegenüber den anderen Ringbögen vorwärts bewegt. Es gab einige Anzeichen, dass die Ringbögen allgemein mehr und mehr verblassen. Beobachtungen im sichtbaren Bereich zeigen jedoch, dass die Gesamtmenge der Materie in den Ringbögen ungefähr gleich blieb, die Ringbögen jedoch im infraroten Bereich im Vergleich zu früheren Aufnahmen dunkler wurden.
Diese Dynamik der Ringbögen ist derzeit noch nicht verstanden und die neuen Beobachtungen stellen den bisherigen Kenntnisstand über Neptuns Ringsystem in Frage.

### Entdeckung und Beobachtungen der Ringe

Ringsystem mit einigen Mondbahnen (maßstabsgerecht)

Das erste Anzeichen der Ringe um Neptun waren Beobachtungen von Sternbedeckungen. Auch wenn etwa 50 von ihnen vor dem Besuch durch Voyager 2 beobachtet wurden, gaben in den frühen 1980er Jahren nur fünf von den Beobachtungen Anzeichen von Ringen wieder. Hinweise auf unvollständige Ringe wurden Mitte der 1980er Jahre gefunden, als Beobachtungen einer Sternbedeckung durch Neptun zusätzlich gelegentliches Aufblinken vor oder nach der Verdeckung des Sterns durch den Planeten zeigten. Dies war der Nachweis, dass die Ringe nicht komplett (oder nicht durchgängig) waren.
Der Vorbeiflug an Neptun durch Voyager 2 1989 trug einen Großteil zum aktuellen Wissensstand über die Ringe bei. Bilder der Raumsonde zeigten den Aufbau des Ringsystems, das aus mehreren lichtschwachen, dünnen Ringen besteht. Verschiedene andere Ringe wurden von den Kameras der Sonde entdeckt. Zusätzlich zum schmalen Adams-Ring, der sich 62.930 km vom Zentrum Neptuns entfernt befindet, wurden der LeVerrier-Ring bei 53.200 km und der breitere, dunklere Galle-Ring bei 41.900 km entdeckt. Die blasse Erweiterung des LeVerrier-Rings nach außen wurde nach Lassell benannt und ist an seiner äußeren Kante durch den Arago-Ring bei 57.600 km begrenzt.
Durch Voyager 2s Bilder der Ringbögen konnte die Frage ihrer Unvollständigkeit beantwortet werden. Der Staubanteil wurde durch das Vergleichen der Helligkeit der Ringe bei frontaler und bei rückwärtiger Sonnenbeleuchtung geschätzt. Mikroskopischer Staub erscheint heller, wenn dieser von der Sonne aus dem Hintergrund beleuchtet wird. Dagegen werden größere Partikel dunkler, da nur ihre „Nachtseite“ sichtbar ist. Von den äußeren Planeten können nur Raumfahrzeuge solch eine Gegenlicht-Ansicht liefern, die für diese Art von Analyse nötig ist.
Die hellsten Teile des Ringes (die Ringbögen des Adams-Rings) konnten 2005 mit erdgebundenen Teleskopen untersucht werden. Die Aufnahmen wurden im Infrarotbereich gemacht bei Wellenlängen, in denen das Sonnenlicht stark von Methan in der Neptunatmosphäre absorbiert wird, wodurch die Helligkeit des Planeten vergleichsweise niedrig ist und die Ringbögen in den Aufnahmen gerade sichtbar werden. Die undeutlicheren Ringe liegen immer noch weit unterhalb der Schwelle der Sichtbarkeit.

## Entstehung und Migration

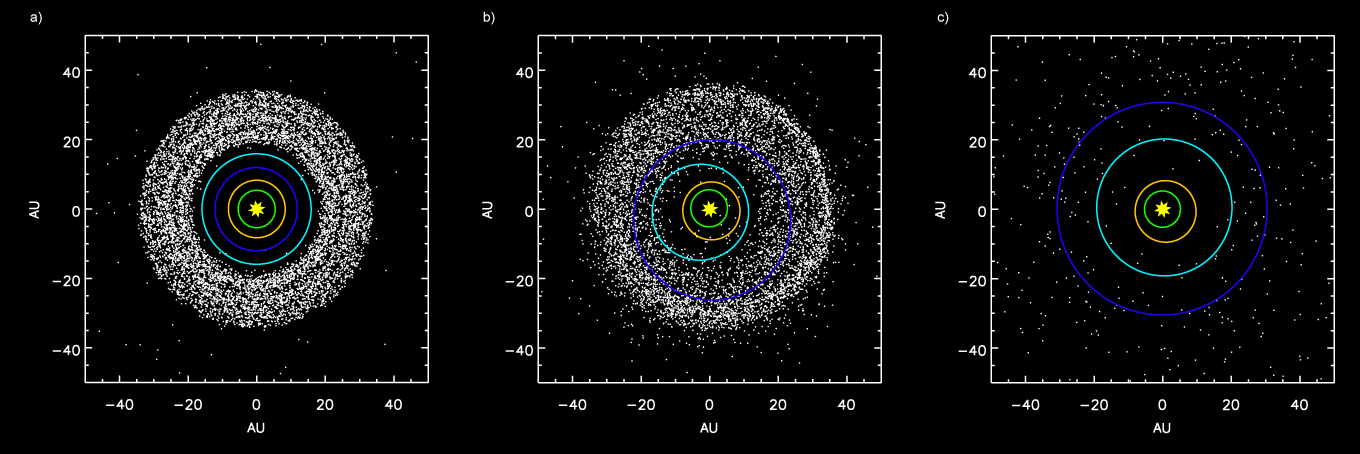
Eine Simulation nach dem Nizza-Modell, die die äußeren Planeten und den Kuipergürtel zeigt:
a) vor der Jupiter/Saturn-2:1-Resonanz, b) Zerstreuung der Objekte des Kuipergürtels in das Sonnensystem, nachdem sich die Umlaufbahn Neptuns verschoben hatte, c) nach dem Ausstoß von Objekten des Kuipergürtels durch Jupiter

Die Entstehung und Formation der Eisriesen Neptun und Uranus ist schwierig zu erklären. Laut derzeitigen (Stand 2014) Modellen der Planetenentstehung war die Dichte der Materie in den äußeren Regionen des Sonnensystems zu gering, um basierend auf der traditionell akzeptierten Theorie der Kern-Akkretion so große Körper zu formen. Eine alternative Hypothese schlägt vor, dass die Eisriesen nicht durch Kernakkretion von Materie entstanden seien, sondern durch Instabilitäten innerhalb der ursprünglichen protoplanetaren Scheibe. Später seien ihre Atmosphären durch die Strahlung eines nahen massiven Sterns der Spektralklasse O oder B weggetrieben worden.
Ein anderer Vorschlag besagt, dass die beiden Planeten sich viel näher der Sonne geformt hätten, wo die Dichte der Materie höher war, und sie daraufhin nach und nach zu ihren derzeitigen Orbits gewandert seien.
Die Wanderungstheorie wird favorisiert, weil sie es ermöglicht, die derzeitigen Resonanzen der Umlaufbahnen im Kuipergürtel, besonders die 2:5-Resonanzen, zu erklären. Während Neptun nach außen wanderte, kollidierte er mit ursprünglichen Objekten des Kuipergürtels. Dies rief neue Resonanzen hervor und führte bei anderen Körpern zu einem Chaos ihrer Orbits. Man nimmt an, dass die „Scattered disk objects“ durch Interaktionen mit den Resonanzen, die von Neptuns Migration hervorgerufen wurden, in ihre jetzigen Positionen platziert wurden.
2004 wurde durch ein Computermodell (dem Nizza-Modell) von Alessandro Morbidelli (Côte d’Azur Observatory in Nizza) die Möglichkeit aufgezeigt, dass die Wanderung Neptuns in Richtung des Kuipergürtels durch die Bildung einer 1:2-Bahnresonanz von Jupiter und Saturn ausgelöst sein könnte. Dabei hätte sich ein gravitativer Schub gebildet, der beide, Uranus und Neptun, vorangetrieben hätte. Diese wären dann in weiter außen liegende Umlaufbahnen gelangt und hätten dabei sogar ihre Plätze getauscht. Die daraus resultierende Verdrängung der Objekte des ursprünglichen Kuipergürtels könnte auch das Große Bombardement, das 600 Millionen Jahre nach der Bildung des Sonnensystems auftrat, und das Auftauchen der Trojaner Jupiters erklären.
Nach anderen Forschungsergebnissen hat Neptun nicht die Objekte des Kuipergürtels aus ihren ursprünglichen Umlaufbahnen geworfen. Denn Doppelasteroiden, die sich als Partner einander in großem Abstand umkreisen, wären beim Swing-by durch Neptuns starke Gravitation zu Einzelasteroiden getrennt worden.

## Monde

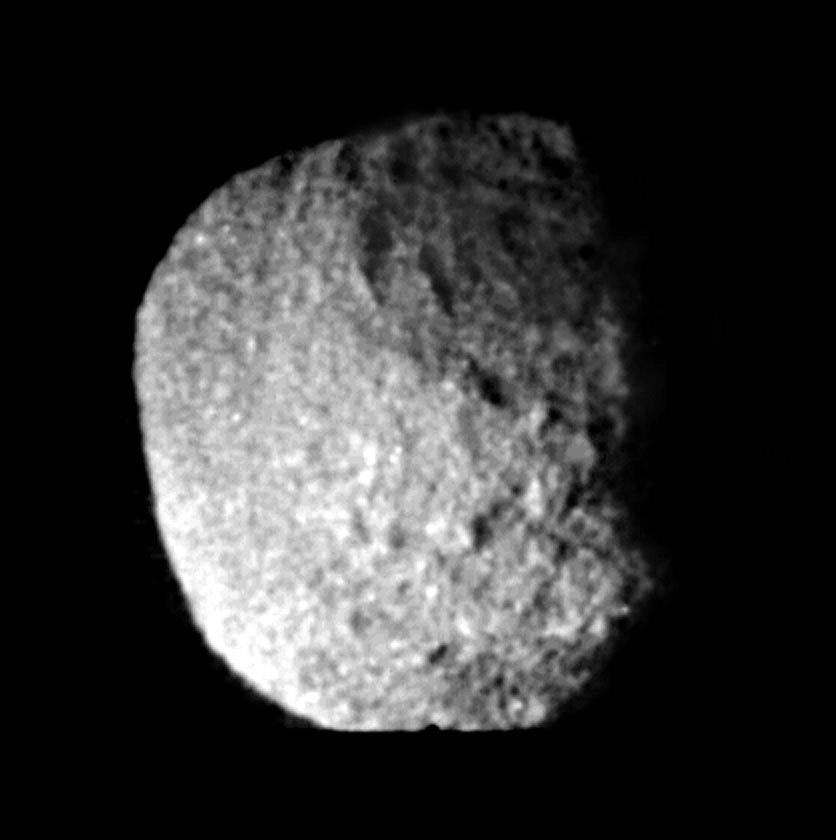
Neptuns Mond Proteus (Voyager 2, 1989)

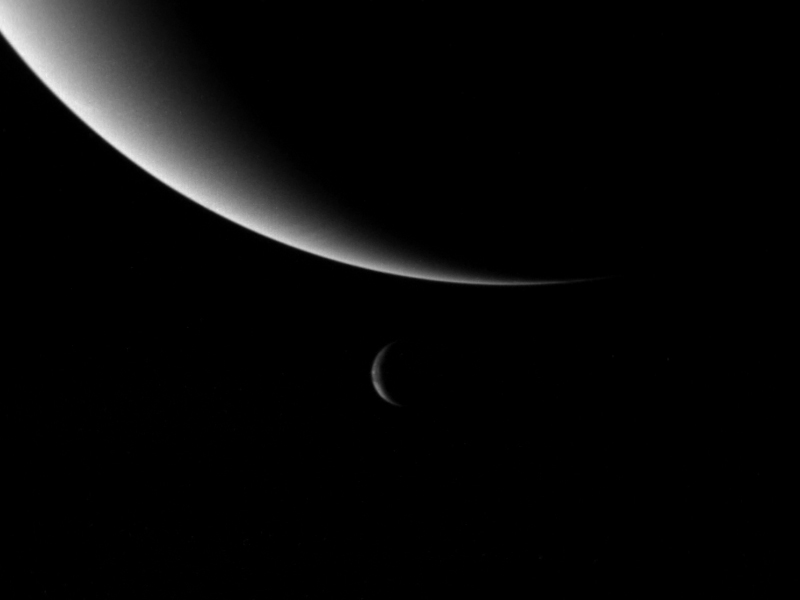
Neptun (oben) und Triton (unten) (Voyager 2, 1989)

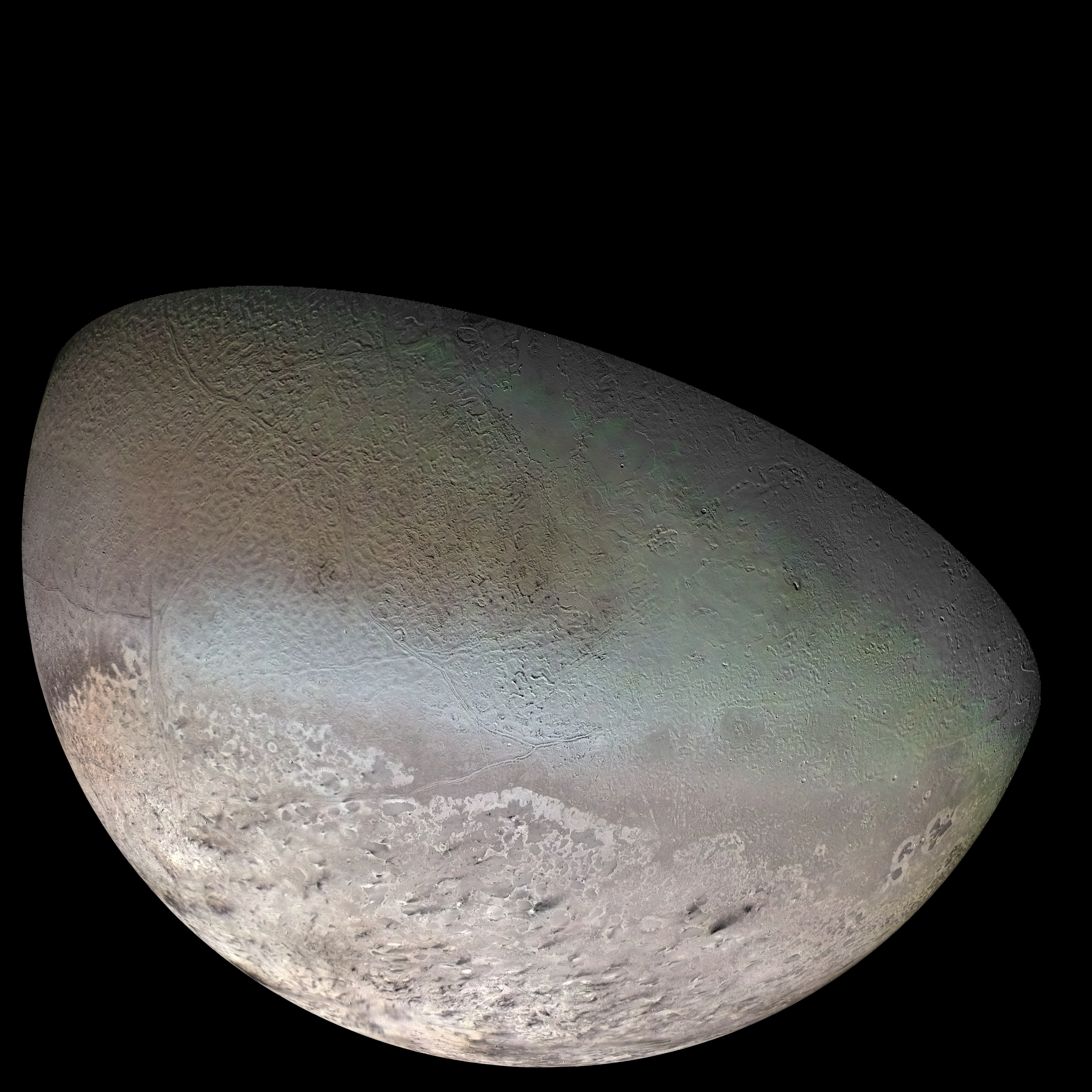
Farbfoto von Triton (Voyager 2, 1989)

Es sind 16 Neptunmonde bekannt. Der bei weitem größte von ihnen ist Triton. Er wurde 17 Tage nach der Entdeckung des Neptun von William Lassell entdeckt. Aufgrund seiner großen Nähe zu Neptun ist er zu einer gebundenen Rotation gezwungen. Möglich wäre, dass Triton einmal ein Objekt des Kuipergürtels war und von Neptun eingefangen wurde. Im Gegensatz zu allen anderen großen Monden im Sonnensystem läuft er retrograd (rückläufig, also entgegengesetzt der Rotation des Planeten) um Neptun. Er nähert sich Neptun langsam auf einer Spiralbahn. Ob er bei Unterschreitung der Roche-Grenze zerrissen wird, ist nicht sicher, da das von seiner inneren Festigkeit abhängt. Triton ist mit Temperaturen von −235 °C (38 K) das kälteste jemals im Sonnensystem gemessene Objekt.
Bis zur Entdeckung Neptuns zweiten Mondes, Nereid, dauerte es über 100 Jahre. Nereid hat eine der exzentrischsten Umlaufbahnen aller Monde des Sonnensystems.
Die restlichen 12 Monde wurden zwischen 1989 und 2013 entdeckt und sind bis auf Proteus viel kleiner.
Von Juli bis September 1989 entdeckte die Weltraumsonde Voyager 2 sechs Neptunmonde. Auffällig ist der unregelmäßig geformte Proteus mit seiner dunklen, rußähnlichen Erscheinung. Die vier innersten Neptunmonde Naiad, Thalassa, Despina und Galatea haben Umlaufbahnen innerhalb der Neptunringe. Den ersten Hinweis auf den von innen nächstfolgenden Mond Larissa gab es 1981, als er einen Stern bedeckte, wobei man zunächst einen Teil eines Ringbogens vermutete. Als Voyager 2 1989 Neptun erforschte, stellte sich heraus, dass diese Sternbedeckung durch einen Mond verursacht wurde.
Fünf weitere irreguläre Monde Neptuns wurden 2002 und 2003 entdeckt und 2004 bekannt gegeben.
Zwei der neu entdeckten Monde, Psamathe und Neso, haben die größten Umlaufbahnen aller natürlichen Monde im Sonnensystem, die bis jetzt bekannt sind. Sie brauchen 25 Jahre, um Neptun zu umkreisen. Ihre durchschnittliche Distanz zum Neptun ist das 125fache des Abstandes des Mondes zur Erde.
Im Jahr 2013 wurde durch Beobachtungen des Weltraumteleskops Hubble ein weiterer Mond entdeckt, der 2019 Hippocamp benannt wurde. Er hat einen Durchmesser von knapp 20 Kilometern und umkreist den Planeten in 23 Stunden. Der von Mark Showalter vom SETI-Institut in Mountain View/Kalifornien entdeckte Mond erhielt die vorläufige Bezeichnung S/2004 N 1.
Da Neptun der römische Gott des Meeres war, wurden die Monde des Planeten nach anderen, untergeordneten Meeresgöttern benannt.

### Entstehung der Monde
Wahrscheinlich sind die inneren Monde nicht mit Neptun entstanden, sondern wurden durch Bruchstücke, die sich beim Einfangen von Triton entwickelt haben, gebildet. Tritons ursprüngliche Umlaufbahn, die er nach dem Einfangen durch Neptun innehatte, war sehr exzentrisch. Dadurch kam es zu chaotischen Störungen der ursprünglichen inneren Neptunmonde, die kollidierten und zu einer Geröllscheibe zerkleinert wurden. Erst als Triton nach und nach eine Kreisbahn annahm, konnten sich die Teile der Geröllscheibe wieder zu neuen Monden zusammenfügen.
Der Ablauf der Einbindung Tritons als Mond war über die Jahre Thema einiger Theorien. Heute nehmen die Astronomen an, dass er während einer Begegnung von drei Objekten an Neptun gebunden wurde. In diesem Szenario war Triton das Objekt eines Doppelsystems1, das die heftige Begegnung mit Neptun überstanden hatte.
Numerische Simulationen zeigen, dass ein anderer 2002 entdeckter Mond, Halimede, seit seiner Entstehung eine hohe Wahrscheinlichkeit hatte, mit Nereid zu kollidieren.
Da beide Monde eine ähnlich graue Farbe aufzuweisen scheinen, könnten sie Fragmente des Mondes Nereid sein.
1Binäre Objekte, gravitative Verbindungen von zwei Körpern, sind unter transneptunischen Objekten oft anzutreffen (> 10 %; die bekannteste ist Pluto-Charon) und nicht so häufig bei Asteroiden wie bei 243 Ida und Dactyl.

### Irreguläre Monde

Neptuns irreguläre Monde

Irreguläre Monde sind eingefangene Satelliten in großem Abstand, haben eine hohe Bahnneigung und sind meist rückläufig.
Das Diagramm illustriert die Umlaufbahnen von Neptuns irregulären Monden, die bis jetzt entdeckt wurden. Die Exzentrizität der Bahnen wird durch gelbe Segmente (die den Bereich vom Perizentrum bis zum Apozentrum überstreichen) und die Inklination durch die Y-Achse dargestellt. Die Satelliten oberhalb der X-Achse bewegen sich prograd (rechtläufig), die Satelliten darunter retrograd (rückläufig). Die X-Achse ist mit Gm (Millionen km) sowie dem betreffenden Bruchteil der Hill-Sphäre beschriftet. Der gravitative Einfluss, innerhalb dessen ein Umlauf um den Planeten möglich ist, reicht bei Neptun etwa 116 Millionen km in den Raum.
Aufgrund der Ähnlichkeit der Umlaufbahnen von Neso und Psamathe könnten diese Monde von einem größeren, in der Vergangenheit auseinandergebrochenen Mond abstammen.
Triton ist hier nicht zu sehen. Er bewegt sich rückläufig, hat jedoch eine fast kreisförmige Bahn. Bei Nereid, der sich auf einer rechtläufigen, jedoch sehr exzentrischen Bahn bewegt, wird vermutet, dass er während der „Integration“ Tritons in das Neptunsystem in seiner Bahn massiv gestört wurde.

## Bahnresonanzen

Bahnresonanzen im Kuipergürtel, verursacht durch Neptun: Hervorgehoben sind die 2:3-Resonanzen (Plutinos), der „klassische Gürtel“ (Cubewano) mit Orbits, die von Neptun nicht beeinflusst sind und die 1:2-Resonanzen (Twotinos, eine Gruppe Transneptunischer Objekte).

### Neptuns Einfluss auf den Kuipergürtel
Neptuns Umlaufbahn hat einen erheblichen Einfluss auf die direkt dahinter liegende Region, die als Kuipergürtel bekannt ist. Der Kuipergürtel ist ein Ring aus kleinen eisigen Objekten. Er ist mit dem Asteroidengürtel vergleichbar, jedoch viel größer und erstreckt sich von Neptuns Umlaufbahn (30 AE Sonnenabstand) bis 55 AE Distanz zur Sonne.
Wie Jupiters Schwerkraft den Asteroidengürtel beherrscht, in dem er die Struktur formt, so beeinflusst auch Neptuns Schwerkraft den Kuipergürtel. Über das Alter des Sonnensystems wurden bestimmte Regionen des Kuipergürtels durch Neptuns Schwerkraft destabilisiert, u. a. wurden Löcher in der Struktur des Kuipergürtels gebildet. Der Bereich zwischen 40 und 42 AE Entfernung von der Sonne ist solch ein Beispiel.
Es existieren jedoch Orbits innerhalb dieser leeren Regionen, in denen Objekte über das Alter des Sonnensystems hinaus existieren können. Diese Bahnresonanzen treten auf, wenn die Umlaufbahn eines Objektes um die Sonne einen genauen Bruchteil von Neptuns Bahn darstellt, wie 1:2 oder 3:4. Wenn, angenommen, ein Körper einmal pro zwei Neptunumläufen die Sonne umkreist, wird er nur den halben Umlauf beenden, wenn Neptun wieder an die vorherige Stelle zurückkehrt. Das passiert auch auf der anderen Seite der Sonne. Der am häufigsten bevölkerte resonante Orbit im Kuipergürtel, mit über 200 bekannten Objekten, ist die 2:3-Resonanz. Die Objekte in diesem Orbit beenden einen Umlauf pro 1 1⁄2 Neptunumläufen. Sie werden Plutinos genannt, da auch Pluto zu ihnen gehört; zu dieser Gruppe zählen die größten bekannten Kuipergürtel-Objekte. Obwohl Pluto Neptuns Umlaufbahn regelmäßig kreuzt, können die beiden aufgrund der 2:3-Resonanz niemals kollidieren. Andere, dünner besiedelte Resonanzen existieren auf der 3:4-, 3:5-, 4:7- und der 2:5-Resonanz.
Neptun besitzt eine Anzahl von Trojanern („neptunische Trojaner“), die die Lagrange-Punkte L4 und L5 besetzen. Es gibt hier gravitativ stabile Regionen vor und hinter seiner Umlaufbahn. Neptunische Trojaner werden oft als in 1⁄1-Resonanz zu Neptun beschrieben. Die Trojaner sind in ihren Orbits bemerkenswert stabil und sind wahrscheinlich nicht durch Neptun eingefangen worden, sondern haben sich neben ihm gebildet.

### Trojaner
Es sind mehrere Neptun-Trojaner bekannt, zum Beispiel (612243) 2001 QR322, (385571) Otrera, 2005 TN53, (385695) Clete, (613490) 2006 RJ103, (309239) 2007 RW10 und (527604) 2007 VL305. Sie werden in Analogie zu den klassischen Trojanern des Jupiters so genannt. Die Objekte eilen dem Planeten 60° auf dem Lagrangepunkt L4 voraus (der verlängerten gekrümmten Kurve der Planetenbahn) und haben die gleiche Umlaufzeit wie der Planet.
Am 12. August 2010 gab das Department of Terrestrial Magnetism (DTM) der Carnegie Institution for Science in Washington, D.C. die Entdeckung eines Trojaners auf der Langrange-Position L5 durch Scott Sheppard und Chadwick Trujillo bekannt: 2008 LC18. Es ist der erste nachgewiesene Neptun-Trojaner auf dieser Position.
Die Entdeckung von 2005 TN53 mit einer großen Bahnneigung von über 25° ist signifikant, da dies auf eine dichte Wolke von Trojanern hinweisen könnte. Es wird angenommen, dass große (Radius ≈ 100 km) neptunische Trojaner die Anzahl der Trojaner Jupiters um eine Größenordnung übertreffen könnten.
Es wurde auch überlegt, im Rahmen der Mission der Raumsonde New Horizons während ihrer Fahrt zu Pluto, die Trojaner 2008 LC18 und eventuell weitere in der näheren Zukunft entdeckte nachfolgende (L5) Trojaner zu beobachten, sofern sie der Sonde nahe genug kommen. Ein Kandidat war 2011 HM102. Da sich New Horizons diesem Himmelskörper jedoch bis auf höchstens 180 Mio. km näherte, was für eine sinnvolle Beobachtung nicht ausreichte, wurde schließlich auf eine Beobachtung verzichtet.

## Beobachtung
Neptun ist wegen seiner scheinbaren Helligkeit zwischen +7,8m und +8,0m mit dem freien Auge nie sichtbar. Sogar Jupiters Galileische Monde, der Zwergplanet (1) Ceres und die Asteroiden (4) Vesta, (2) Pallas, (7) Iris, (3) Juno und (6) Hebe sind heller als Neptun. In einem starken Fernglas oder einem Teleskop erscheint er als blaues Scheibchen, dessen Erscheinung Uranus ähnelt. Die blaue Farbe stammt vom Methan seiner Atmosphäre. Der scheinbare Durchmesser beträgt etwa 2,5 Bogensekunden. Seine kleine scheinbare Größe macht eine Beobachtung zur Herausforderung. Die meisten Daten von Teleskopen waren bis zum Beginn des Betriebs des Hubble-Weltraumteleskops und erdgebundener Teleskope mit adaptiver Optik sehr limitiert.
Wie alle Planeten und Asteroiden jenseits der Erde zeigt Neptun manchmal eine scheinbare Rückwärtsbewegung. Zusätzlich zum Beginn der Rückläufigkeit gibt es in einer synodischen Periode noch andere Ereignisse wie die Opposition, die Rückkehr zur rechtläufigen Bewegung und die Konjunktion zur Sonne.

## Entdeckung

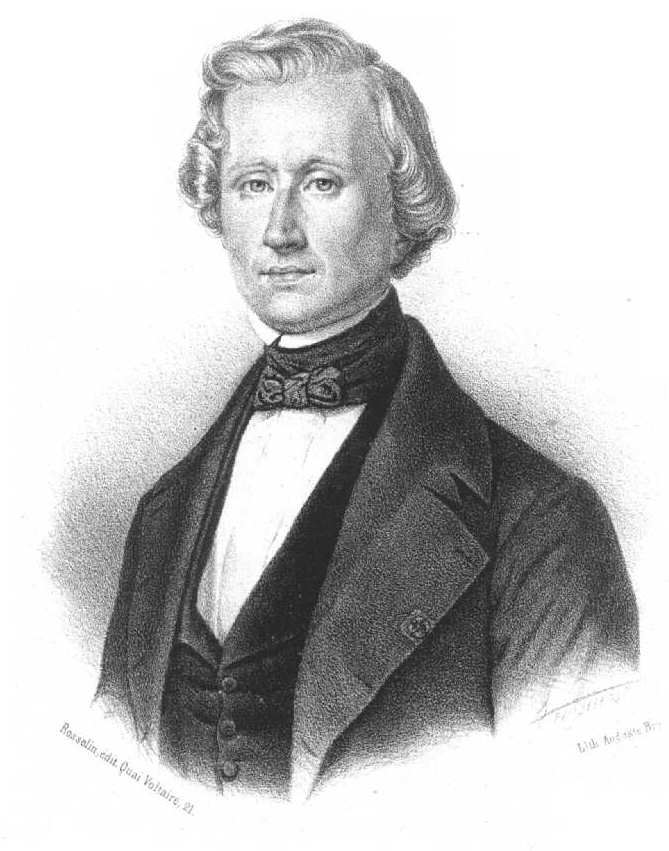
Urbain Le Verrier, der Mathematiker, der Neptun mit entdeckte

Schon Galileo Galilei hatte Neptun am 28. Dezember 1612 und nochmals am 27. Januar 1613 gesehen. Aus seinen Aufzeichnungen vom Januar 1613 geht eine Beobachtung der Konjunktion mit dem Jupiter hervor, bei der Galilei den Neptun jedoch für einen Jupitermond oder einen Fixstern gehalten hatte. Zum Zeitpunkt seiner ersten Beobachtung im Dezember 1612 war der Planet stationär, da er gerade an diesem Tag begann, sich rückwärts zu bewegen. Dies war der Beginn des jährlichen Zyklus der retrograden Bewegung. Die Bewegung Neptuns war viel zu gering, um sie mit Galileos kleinem Teleskop feststellen zu können. Hätte er Neptun nur wenige Tage früher beobachtet, wäre seine Bewegung am Himmel viel deutlicher gewesen.
Eine weitere Sichtung vor der tatsächlichen Entdeckung erfolgte durch Michel Lefrançois de Lalande (1766–1839), den Neffen von Jérôme Lalande. Michel Lalande wirkte bei der Vorbereitung eines Sternkatalogs mit und beobachtete Neptun jeweils am 8. und 10. Mai 1795. Er hielt den Leuchtpunkt für einen Stern und trug ihn zunächst in eine Karte ein. Zwei Tage später korrigierte er die Position, da er sich über den Eintrag nicht mehr sicher war. Dadurch nahm er sich die Möglichkeit, diese Positionsänderung als Zeichen einer Planetenbewegung zu erkennen, so dass ihm die Entdeckung entging.
1821 veröffentlichte Alexis Bouvard astronomische Tabellen über die Bahn des 1781 zufällig entdeckten Uranus. Nachfolgende Beobachtungen enthüllten erhebliche Diskrepanzen mit den berechneten Werten. Die Bewegung des Uranus um die Sonne zeigte Störungen und entsprach nicht den keplerschen Gesetzen. Astronomen wie Bouvard vermuteten daher, dass es einen weiteren Planeten jenseits des Uranus geben müsse, der durch seine Gravitationskraft die Bewegung des Uranus störe. 1843 berechnete John Adams die Umlaufbahn dieses hypothetischen weiteren Planeten und sandte seine Berechnungen zu Sir George Airy, dem damaligen „Astronomer Royal“. Dieser bat Adams um nähere Erklärung. Adams begann ein Antwortschreiben, das er jedoch niemals abschickte.
Unabhängig davon errechnete 1846 der französische Mathematiker Urbain Le Verrier die Position, an der sich der unbekannte Planet befinden müsste, wobei die Berechnung von Le Verrier wesentlich genauer als die von Adams war. Aber auch diese Arbeit rief kein größeres Interesse hervor. John Herschel setzte sich noch in diesem Jahr für den mathematischen Ansatz ein und überredete James Challis, den Planeten aufzuspüren. Im Juli 1846 begann Challis nach einem längeren Aufschub widerwillig mit der Suche. Die Berechnung von Adams diente Challis aus Cambridge als Vorlage für seine Beobachtungen am 4. und 12. August 1846. Challis erkannte erst später, dass er den Planeten zweimal beobachtet hatte. Die Identifizierung scheiterte wegen seiner saloppen Einstellung zu dieser Arbeit. Weil Challis die Beobachtungen der verschiedenen Abende noch nicht miteinander verglichen hatte, erkannte er Neptun, obwohl der seine Position am Himmel veränderte, unter den zahlreichen Sternen noch nicht als Planeten.

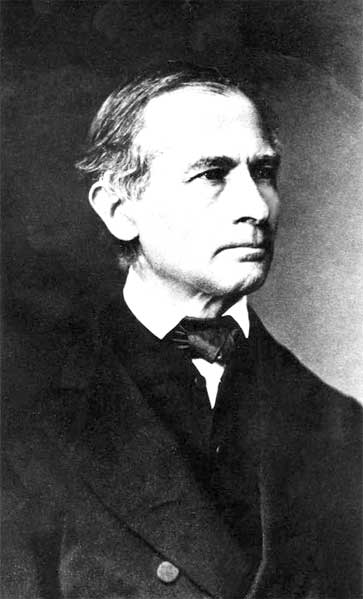
Johann Gottfried Galle

Währenddessen bat Le Verrier in einem Brief an Johann Gottfried Galle, Observator an der Berliner Sternwarte, die über ein leistungsfähiges Linsenteleskop mit einem Objektiv von 23 Zentimetern Durchmesser und 4,30 Metern Brennweite verfügte, nach dem vorhergesagten Planeten Ausschau zu halten: „Ich suche einen hartnäckigen Beobachter, der bereit wäre, einige Zeit einen Himmelsabschnitt zu untersuchen, in dem es möglicherweise einen Planeten zu entdecken gibt.“ Er beschrieb die berechnete Position und wies darauf hin, dass der Planet mit einem geschätzten Durchmesser von etwas über drei Bogensekunden im Fernrohr als kleines Scheibchen erkennbar und so von einem Fixstern zu unterscheiden sein sollte. Der Brief traf am 23. September 1846 in Berlin ein und Galle erhielt vom Direktor der Sternwarte, Franz Encke, die Erlaubnis, nach dem Planeten zu suchen. Noch am selben Abend hielt Galle gemeinsam mit dem Sternwartengehilfen Heinrich d’Arrest in der fraglichen Himmelsgegend Ausschau nach einem Planetenscheibchen, blieb aber zunächst erfolglos.
D’Arrest schlug schließlich vor, die Sterne mit den Berliner akademischen Sternkarten zu vergleichen. Die Sternwarte besaß tatsächlich das betreffende Blatt des noch sehr lückenhaften Kartenwerkes, nämlich die von Carl Bremiker erst kurz zuvor fertiggestellte und noch nicht im Handel erhältliche „Hora XXI“. Wieder zurück am Fernrohr, begann Galle die im Fernrohr sichtbaren Sterne anzusagen, während d’Arrest diese Sterne mit der Karte verglich. Es dauerte nicht lange, bis d’Arrest rief: „Dieser Stern ist nicht auf der Karte!“ Gemeinsam mit dem herbeigerufenen Encke vermaßen sie wiederholt die Koordinaten des am Himmel, aber nicht in der Karte gefundenen Sterns 8. Größe und glaubten eine geringfügige Bewegung zu sehen, konnten sie aber noch nicht sicher feststellen. Der verdächtige Stern lag nur etwa ein Grad von der vorhergesagten Position entfernt. Am nächsten Abend ließen erneute Positionsbestimmungen keinen Zweifel, dass der Stern sich mittlerweile bewegt hatte, und zwar um den Betrag, der gemäß der von Le Verrier errechneten Bahn zu erwarten war. Die genaue Betrachtung zeigte ein kleines, auf gut zweieinhalb Bogensekunden Durchmesser geschätztes Scheibchen. Galle konnte Le Verrier den Erfolg der kurzen Suche melden: „Der Planet, dessen Position Sie errechnet haben, existiert tatsächlich“. Damit war Neptun der erste und einzige Planet, der nicht durch systematische Suche, sondern durch eine mathematische Vorhersage entdeckt wurde.
Nachdem die Hintergründe über die Entdeckung bekannt geworden waren, gab es eine breite Zustimmung dafür, dass beide, Le Verrier und Adams gemeinsam mit Galle die Ehre der Entdeckung verdient hätten. Jedoch wurde diese Angelegenheit mit der Wiederentdeckung der „Neptune papers“ (historische Dokumente vom „Royal Greenwich Observatory“) wieder neu aufgerollt. Sie waren im Besitz des Astronomen Olin Eggen und wurden von ihm anscheinend für fast drei Jahrzehnte unterschlagen. Direkt nach seinem Tod wurden sie 1998 wiederentdeckt. Nach der Überprüfung der Dokumente waren einige Historiker der Ansicht, dass Le Verrier mehr Ehre als Entdecker gebühre als Adams.

## Benennung
Kurz nach seiner Entdeckung wurde Neptun einfach als „der Planet außerhalb von Uranus“ oder „Le Verriers Planet“ genannt. Der erste Vorschlag eines Namens kam von Galle. Er schlug den Namen „Janus“ vor. In England warb Challis für „Oceanus“. In Frankreich machte François Arago den Vorschlag, den neuen Planeten „LeVerrier“ zu nennen. Dieser Vorschlag wurde außerhalb Frankreichs vehement abgelehnt. Französische Jahrbücher führten sofort wieder den Namen „Herschel“ für Uranus und „Leverrier“ für den neuen Planeten ein.
In der Zwischenzeit schlug Adams unabhängig davon vor, den Namen von Georgian auf Uranus zu ändern, während Le Verrier den Namen „Neptun“ für den neuen Planeten vorschlug. Friedrich Struve unterstützte den Namen am 29. Dezember 1846 gegenüber der Sankt Petersburger Akademie der Wissenschaften. Bald wurde „Neptun“ die international akzeptierte Bezeichnung. In der römischen Mythologie war Neptunus der Gott des Meeres, der seine Entsprechung im griechischen Gott Poseidon hatte. Der Name stand in Übereinstimmung mit den mythologischen Namen der anderen Planeten, von denen alle bis auf Uranus schon in der Antike benannt wurden.
Der Name des Planeten ist in ostasiatische Sprachen (Chinesisch, Japanisch, Koreanisch, Vietnamesisch) wörtlich mit Meerkönig-Stern übersetzt worden.
In Indien wurde der Planet Varuna (Devanāgarī: वरुण), nach dem Gott des Meeres in der historischen vedischen/hinduistischen Mythologie, genannt. Dieser Gott entspricht Poseidon in der griechischen und Neptun in der römischen Mythologie.

## Erforschung

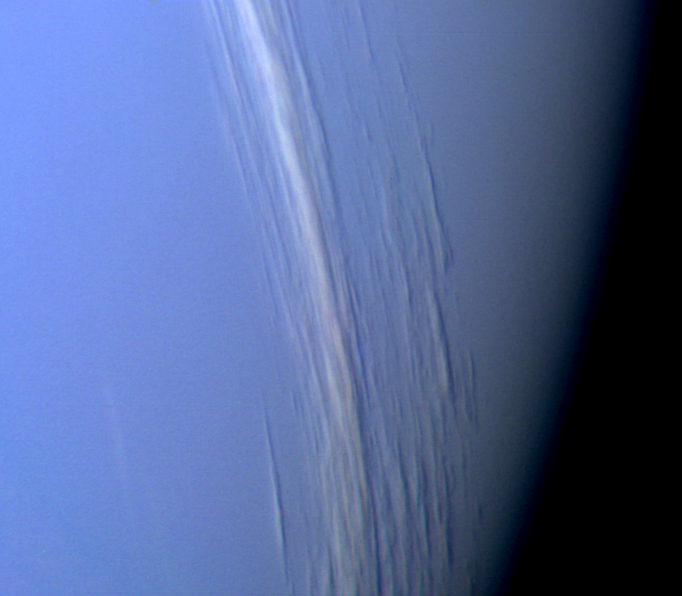
Neptun 2 Stunden vor der größten Annäherung von Voyager 2. Er zeigt ein vertikales Relief und helle Wolkenstreifen. Die Wolken sind 50–160 Kilometer breit und tausende Kilometer lang.

Voyager 2 war die erste und bislang einzige Raumsonde, die Neptun besucht hat. Sie flog über dessen Nordpol und passierte den Planeten am 25. August 1989 in nur 4950 Kilometer Abstand. Seit die Sonde die Erde verlassen hatte, war dies die größte Annäherung an ein Objekt. Da dies der letzte große Planet war, den Voyager 2 besuchen konnte, wurde ohne Rücksicht auf die Folgen ihrer Flugbahn beschlossen, dass eine nahe Schwerkraftumlenkung (Fly-by) zum Mond Triton erfolgen sollte. Bei der Begegnung von Voyager 1 mit Saturn und seinem Mond Titan wurde dies ebenfalls so durchgeführt.
Voyager 2 untersuchte die Atmosphäre, Ringe, Magnetosphäre und die Monde Neptuns. Die Sonde entdeckte den „Great Dark Spot“, den mandelförmigen „Small Dark Spot“ (D2) und eine helle, sich hoch über der Wolkendecke schnell bewegende Wolke, die „Scooter“ genannt wurde.
Wegen des großen Abstandes erscheint die Sonne über 1000-mal schwächer als auf der Erde, wobei sie mit einer Helligkeit von −21m immer noch sehr hell strahlt. Deshalb stellte man erstaunt fest, dass auf Neptun die stärksten Winde aller Riesenplaneten wehen.
Durch die Sonde wurden vier Ringe gefunden und die Ringbögen nachgewiesen. Mit Hilfe ihres „Planetary Radio Astronomy Instruments“ konnte ein Neptuntag auf 16 Stunden und 7 Minuten bestimmt werden. Es wurden Polarlichter (Auroras) entdeckt, die ähnlich der irdischen, jedoch viel komplexer als diese waren.
Voyager 2 entdeckte sechs Monde. Drei Monde wurden im Detail fotografiert: Proteus, Nereid, und Triton. Obwohl Nereid schon 1949 entdeckt wurde, war noch sehr wenig über den Mond bekannt. Die Sonde näherte sich Triton bis auf 40.000 km. Der Trabant war das letzte Missionsziel von Voyager 2. Triton enthüllte bemerkenswert aktive Geysire und man entdeckte Polarkappen. Eine sehr schwache Atmosphäre mit dünnen Wolken wurde auf dem Trabanten festgestellt.
Die von Voyager 2 zur Erde gesendeten Bilder wurden zur Basis eines PBS-Nachtprogramms, das sich „Neptune All Night“ nannte.

## Mögliche zukünftige Missionen
Im August 2015 beauftragte die NASA das Jet Propulsion Laboratory damit, einen Orbiter für Uranus und Neptun zu entwerfen. Dieser könnte Ende der 2020er- oder Anfang der 2030er-Jahre starten.